# خمسة هنود صغار (رواية)
خمسة هنود صغار هي الرواية الأولى للكاتبة الكندية كري ميشيل غود، نشرت عام 2020 عن دار هاربر بيرنيال. تركز الرواية على خمسة ناجين من نظام المدارس الداخلية الكندية الهندية، الذين يكافحون بدرجات متفاوتة من النجاح لإعادة بناء حياتهم في فانكوفر، كولومبيا البريطانية بعد انتهاء فترة وجودهم في المدارس الداخلية.
كان الكتاب هو الأكثر مبيعًا على قناة سي بي سي في عام 2021،

## خلفية
على الرغم من أن الرواية نفسها خيالية، إلا أن بعض القصص كانت مبنية على تجارب حقيقية لوالدة غود وجدتها، الذين كانوا ناجين من نظام المدارس الداخلية. أثناء نشأتها، تحدثت والدتها عن التواريخ المؤلمة والتجارب التي مرت بها خلال الالتحاق بمدرسة سانت برنابا السكنية في أونيون ليك، ساسكاتشوان، وقد أثرت هذه المناقشات على عمل غود في الحياة. عملت على الرواية لأكثر من عقد من الزمن، وبدأت الكتابة في عام 2011 كطالبة دراسات عليا في الفنون الجميلة في جامعة كولومبيا البريطانية. كجزء من عملية الكتابة، اعتمدت غود على التقييمات النفسية للأطفال الذين تعرضوا للإيذاء الجسدي والجنسي من أجل تصوير التأثيرات طويلة المدى على حياة الشخص بدقة.

## استقبال
كان الكتاب هو الأكثر مبيعًا على قناة سي بي سي في عام 2021.
تلقى الكتاب مراجعات إيجابية من تورنتو ستار، فانكوفر صن، وكتب أبل.

### الجوائز والتكريمات
| سنة  | جائزة                                                             | نتيجة                     | المرجع.       |
| ---- | ----------------------------------------------------------------- | ------------------------- | ------------- |
| 2020 | جائزة روجرز للكتاب الخياليين                                      | القائمة المختصرة          | [ 17 ]        |
| 2020 | جائزة سكوتيابنك جيلر                                              | قائمة طويلة               | [ 18 ] [ 19 ] |
| 2021 | جائزة Amazon.ca للرواية الأولى                                    | الفائز                    | [ 20 ]        |
| 2021 | نادي منظمة العفو الدولية للكتاب: اختيار القراء                    | أختير                     | [ 21 ]        |
| 2021 | جائزة الكتاب قبل الميلاد ويوكون                                   | المتأهل للتصفيات النهائية | [ 22 ]        |
| 2021 | جائزة مدينة فانكوفر للكتاب                                        | الفائز                    | [ 23 ]        |
| 2021 | جائزة غابة القراءة دائمة الخضرة                                   | الفائز                    | [ 24 ]        |
| 2021 | جائزة الحاكم العام للرواية باللغة الإنجليزية                      | الفائز                    | [ 25 ]        |
| 2021 | جائزة أصوات السكان الأصليين للنثر المنشور باللغة الإنجليزية: خيال | المتأهل للتصفيات النهائية | [ 26 ]        |
| 2021 | جائزة كوبو للكاتب الناشئ                                          | الفائز                    | [ 27 ] [ 28 ] |